# Пакистанская народная партия
Пакистанская народная партия, ПНП (урду پاکستان پیپلز پارٹی‎; англ. Pakistan Peoples Party) — левоцентристская политическая партия в Пакистане.

## История
Основана в 1967 году Зульфикаром Али Бхутто. В предвыборном манифесте (1970), считавшемся её политической платформой, политическое кредо партии сводилось к трем основным тезисам: «Ислам — наша религия, демократия — наша форма правления, социализм — наша экономическая система». Манифест выдвигал задачу построения в стране бесклассового общества, основанного на социальной справедливости. Предполагалось осуществить ликвидацию монополий, национализацию основных отраслей промышленности, банки, страховые компании, транспорт, устранить феодальные пережитки в аграрных отношениях, развивать кооперативное движение в деревне, улучшить условия жизни и труда пролетариата. В области внешней политики акцент делался на развитие отношений и укреплению связей с мусульманскими странами, политику нейтралитета.
Победа ПНП на парламентских выборах в Западном Пакистане в 1970 году, привела её к власти в декабре 1971 года, после падения режима генерала Ага Мухаммеда Яхья-хана и отделения Бангладеш. В годы правления ПНП был осуществлен ряд реформ в социально-экономической области. Однако многие из принятых мер носили компромиссный характер, что не давало ожидаемого результата. К ним относится земельная реформа, новая политика в области трудовых отношений и другие.
В период правления Бхутто была национализирована часть предприятий тяжелой промышленности, частные коммерческие банки, страховые, судоходные компании, экспортная торговля хлопком. Было введено государственное регулирование торговли сахаром, маслом, зерном, некоторыми товарами широкого потребления. Власти упразднили управляющие агентства. В марте 1972 года была объявлена аграрная реформа, которая существенно ограничивала размеры помещичьего землевладения. Излишки подлежали изъятию без компенсации и бесплатному распределению среди малоземельных крестьян. Поощрялось развитие кооперативов в деревне. В январе 1977 года «потолок» землевладения был вновь понижен, малоземельные крестьяне освобождались от уплаты налогов. Укреплялись и расширялись внешнеполитические связи. В значительных размерах стала поступать иностранная экономическая помощь. Правительству Пакистана удалось добиться льгот в отношении погашения внешней задолженности. Нормализации обстановки способствовала индийско-пакистанская встреча в верхах в Симле летом 1972 года. В начале 1974 года правительство Пакистана признает независимость Народной Республики Бангладеш.
В 1972—1975 годах партию покинул ряд видных политических деятелей, участвовавших в создании партии. Тем не менее на всеобщих выборах 1977 года ПНП получила большинство мест в Национальной ассамблее и законодательных собраниях провинций. В результате военного переворота 5 июля 1977 года ПНП была отстранена от власти. Начался одиннадцатилетний период деятельности ПНП в оппозиции. В 1979 году по обвинению в сопричастности к политическому убийству был казнен Зульфикар Али Бхутто. В 1981 году ПНП вошла в коалицию оппозиционных партий — Движение за восстановление демократии, однако её участие в политике, особенно в период перед выборами в 1988 году, было номинальным.
После эпохи правления Зия-уль-Хака у ПНП появились возможности повторного прихода к власти. В результате всеобщих выборов в ноябре 1988 года ПНП получила относительное большинство в Национальной ассамблее.
В предвыборной платформе ПНП, являющейся по сути новой политической программой, отсутствовали некоторые прежние установки и не упоминалось слово «социализм». Программа оказалась выдержана в умеренных тонах, партия обещала избирателям участие пролетариата в управлении производством и создание целевого фонда для достижения этих целей, реорганизацию профсоюзов, распространение трудового законодательства на сельхозрабочих, поощрение предпринимателей создающих новые рабочие места, поощрение внутренних накоплений, рационализацию процедуры освобождения от налогов, осуществление намеченных в 1970-е годы земельных реформ, увеличение ассигнований на просвещение и предложение введения обязательного среднего образования, увеличение производства электроэнергии, строительство домов для бездомных. Руководство ПНП заявило, что оно придерживается социал-демократической политики европейского образца.
В декабре 1988 года, заручившись политической поддержкой нескольких небольших партий и организаций, а также части независимых депутатов, партия сформировала правительство во главе с Беназир Бхутто. В коалиции с местными политическими организациями ПНП сформировала местные администрации в Северо-западной провинции и Синде. Правительство ПНП отменило чрезвычайное положение, распустило Чрезвычайный совет, сняло запрет с деятельности студенческих и профессиональных союзов, освободило политзаключенных, осужденных военными трибуналами в период правления Мухаммеда Зия-уль-Хака.
В области внешней политики правительство Бхутто заявило о необходимости расширения пакистано-индийских отношений. В декабре 1988 года состоялась встреча глав Пакистана и Индии, в ходе которой был подписан ряд соглашений. В отношении ситуации в Афганистане было объявлено о «преемственности курса Пакистана», в то же время подчеркивалась необходимость политического урегулирования проблемы и создания в Афганистане правительства на широкой политической основе. Правительству Беназир Бхутто приходилось действовать в крайне сложной обстановке. Армия и бюрократическая верхушка оказывали существенное влияние на политическое положение в стране, на выработку и проведение государственного курса. Значительное давление на правительство оказывала правая оппозиция. В ноябре 1989 года оппозиционеры поставили в парламенте на голосование вотум недоверия правительству, однако, потерпели поражение. В марте 1990 года была предпринята попытка вызвать правительственный кризис. Эти события затрудняли работу правительства. Напряженная ситуация наблюдалась в провинции Синд, где происходили межэтнические столкновения. В конце мая 1990 года армия была направлена на восстановление порядка в провинции. Весьма трудной оказалась реализация урегулирования в Афганистане. Под влиянием событий в Джамму и Кашмире в 1990 году пакистано-индийские отношения ухудшились.
6 августа 1990 года указом президента Гулама Исхака Хана парламент был распущен и правительство главы ПНП Беназир Бхутто было отстранено от власти. 24 октября 1990 года на досрочных выборах в Национальную ассамблею победу одержал Исламский демократический альянс, бывший ранее в оппозиции.
После парламентских выборов 6 октября 1993 года ПНП вновь приходит к власти. Получив поддержку независимых депутатов и представителей некоторых политических партий, ПНП удалось сформировать правительство и администрации в провинциях Синд и Пенджаб. 13 октября 1993 года представитель блока ПНП и других партий Фарук Легари был избран президентом Пакистана.
Правительство Бхутто продолжило ряд экономических мер правительства Наваза Шарифа, в частности либерализацию экономики и приватизацию, что встречало сопротивление могущественной бюрократии. В ноябре 1996 года правительство Беназир Бхутто указом президента было отправлено в отставку. В 1997 году в результате парламентских выборов ПНП получила лишь 18 мест в парламенте.

## Председатели ПНП
- 1967—1979 Зульфикар Али Бхутто
- 1979—1983 Нусрат Бхутто
- 1983—2007 Беназир Бхутто
- с 2007 Билавал Зардари и Асиф Али Зардари